# سارة سبين
سارة كولبي سبين (ولدت في 18 أغسطس 1980) مراسلة رياضية أمريكية. تعمل كاتبة عمود في موقع إي إس بي إن دوت كوم، ومذيعة ة راديو في إذاعة إي إس بي إن، وشخصية تلفزيونية في إي إس بي إن ومراسلة موسمية في برنامج سبورتس سنتر التابعة لشبكة إي إس بي إن.

## سنواتها الأولى
وُلدت سبين في كليفلاند، أوهايو، ونشأت في ليك فورست، إلينوي. في عام 1998، عندما كانت سبين طالبة في مدرسة ليك فورست الثانوية، كانت أفضل لاعبة وقائدة لفرق كرة السلة، الهوكي الميداني، سباقات المضمار والميدان. التحقت سبين بجامعة كورنيل، وتخصصت في اللغة الإنجليزية. شاركت في مسابقة السباعي لصالح فريق سباقات المضمار والميدان الخاص كورنيل بيج ريد، حيث كانت قائد مشارك عامها الأخير.

## مباراة سوبر بول الحادية والأربعين
اكتسبت سبين سمعة سيئة في عام 2007 عندما نشرت منشورًا على موقع إيباي تطلب فيه الخروج في «موعد» مع شخص ما لحضور مباراة سوبر بول الحادية والأربعين، التي لاعب فيها نادي شيكاغو بيرز نادي إنديانابوليس كولتس. كانت سبين حينها تعيش في لوس أنجلوس، وكانت تتوقع أن تذهب إلى المباراة مع أصدقاءها، وقد اشترت بالفعل تذكرة طيران إلى ميامي. لكن أصدقاؤها لم يستطيعوا تحمل تكلفة الذهاب، وتركوا سبين بمفردها دون تذكرة المباراة. ووصفت عرضها بأنه حيلة دعائية منها لجذب انتباه وسائل الإعلام، آملة أن تحاول شركة ما كسب شعبية بأن ترعى حضورها في مباراة سوبر بول. وصل عرضها إلى يونيلفير، صُناع عطر أكس، الذين غطوا تكاليف سبين لحضور المباراة وبدأوا بدورهم حملة إعلامية «لمعرفة عدد الأشخاص الذين سيفعلون نفس الشيء للحصول على فرصة لمشاهدة فريقهم يلعب».
قالت سبين أن الانتقادات الموجهة إلى عرضها لحضور مباراة سوبر بول أساءت تفسير أفعالها ودوافعها على حد سواء.

## حياتها المهنية
قبل انضمامها إلى إي إس بي إن، عملت سبين لصالح شبكة فوكس الرياضية وموقع ماوث سبيس سبورتس دوت كوم وموقع شيكاغو الآن دوت كوم وكانت ضيفة تقديم بشكل متكرر لصالح برنامج إذاعي يسمي إذاعة شيكاغو الآن على محطة دابليو جي إن. عملت سبين أيضًا كمراسلة جانبية لشبكة بيج تن واستضافت برنامج دقيقة اللاعبين الافتراضيين الذي ترعاه شركة كوورس لايت. كانت واحدة من المضيفين الأساسيين لبرنامج شو شيكاغو بيست على قناة دابليو جي إن التليفزيونية، مع تيد برونسون وبريتني بايتون. انضمت إلى إذاعة إي إس بي إن 1000 في شيكاغو في عام 2010 وانضمت ككاتبة لصالح موقع إي إس بي إن دابليو دوت كوم في أكتوبر من نفس العام.
في 23 يناير 2015، أعلنت شبكة إي إس بي إن أنها بصدد إطلاق برنامج إذاعي جديد يسمى سبين آند بريم من تقديم كل من سبين وبريم سيريبيبات. في يناير 2016، أطلقت سبين وجين ماكمانوس وكيت فاجان برنامجًا إذاعيًا جديدًا على إي إس بي إن، يسمى ذا تريفيكتا The Trifecta، وأطلقت سبين بودكاست خاصة بها على إي إس بي إن، يسمى هذا ما قالته. ظهرت سبين في مجموعة برامج تليفزيونية متنوعة على إي إس بي إن، من بينها برنامج هو وهي (المعروف سابقًا باسم الأرقام لا تكذب أبداً)، أوبرمان، مايك آند مايك، ذا دان لو باتارد مع ستوغوتس، اللقطة الأولى، محررين أخبار الرياضة، شكوك كثيرة، وخارج المألوف. في 25 فبراير 2016، ظهرت سبين لأول مرة في برنامج حول القرن على قناة إي إس بي إن. في سبتمبر 2016، وقعت سبين اتفاقًا جديدًا لعدة سنوات مع إي إس بي إن وأطلقت برنامجًا إذاعيًا محليًا، إيزي آند سبين، مع شريكها المقدم إسرائيل غوتيرز. في عام 2017، قدمت برنامج جزيرة كرة القدم الافتراضية مع مايك جوليك الابن. في عام 2018، أطلقت سبين وشريكها المقدم جيسون فيتز البرنامج الإذاعي الوطني سبين وفيتز. في عام 2019، انتقل فيتز إلى الفقرات الصباحية، وأُعيد تسمية البرنامج (الذي أصبحت تقدمه مع مقدمين متناوبين) باسم سبين والشريك.

## #أكثر من معنى
في عام 2016، ظهرت سبين إلى جانب مع المقدم الإذاعي الرياضي في شيكاغو جولي ديكارو، في مقطع فيديو بعنوان «أكثر من معنى»، حيث يظهر فيه أشخاص عاديون مدبر لهم حيلة وهي أن يقروا تغريدات حقيقية ومهينة موجهة إلى سبين وديكارو أثناء جلوسهم أمامهم. كان الهدف من الفيديو تسليط الضوء على التحرش الجنسي، والنقد اللاذع، التهديدات بالاغتصاب، والتهديدات بالقتل التي تواجهها مذيعات الرياضة على الإنترنت لمجرد قيامهن بعملهن. فاز الفيديو الذي بلغت مدته أربع دقائق، والذي أنتجته جاست نوت سبورتس ووان تريي فورست موفيز، بجائزة بيبودي لعام 2016 في فئة الخدمة العامة.

## جوائز
- كرينز شيكاغو 40 تحت 40 (2017)
- جائزة بيبودي (2017)
- جائزة جرايسي (2016، 2017)
- جائزة سبورتس كليو جراند (2016)
- جائزة نادي الموعد النهائي (2018)
- جوائز إيمي الرياضية (2018، 2018)

## وصلات خارجية
- سارة سبين على قاعدة بيانات الأفلام على الإنترنت
- جامعة كورنيل 2001-02، السيرة الذاتية للاعبات المضمار والميدان
- واحد على واحد مع سارة سبين - رابطة خريجي كورنيل
- الملف الشخصي لسارة سبين على فيسبوك
- الملف الشخصي لسارة سبين على تويتر